# 全日本アマチュア本因坊戦
全日本アマチュア本因坊戦（ぜんにほんアマチュアほんいんぼうせん）は、囲碁のアマチュア棋戦の一つ。略してアマ本因坊戦とも言う。1955年から開催。各回次の呼び名は「第○回全日本アマチュア本因坊決定戦」で、将棋の全日本アマチュア名人戦とともに伝統あるアマチュア最高峰の棋戦。2024年で70回を迎える。
優勝者はアマチュア本因坊（アマ本因坊）の称号が与え、プロ本因坊保持者との対抗戦の出場権。都道府県予選優勝者は（都道府県）本因坊などと呼ばれる。決定戦のベスト8は、プロ棋戦の阿含・桐山杯に出場できた。

## 出場選手
全国21地区で開催される地区予選を勝ち抜いた地区代表選手と招待選手が出場する。招待選手は、前期優勝者、名誉アマ本因坊、全日本学生本因坊戦、全日本女子学生本因坊決定戦、ジュニア本因坊戦の優勝者など。
59期までは各都道府県の予選を勝ち抜いた都道府県代表選手と、招待選手が出場した。招待選手は、過去の優勝者、全日本女流アマチュア囲碁選手権大会、全日本学生本因坊戦、全日本女子学生本因坊決定戦、少年少女囲碁大会の優勝者など。
第40回大会から招待選手を増やし、2敗者失格の予選リーグを勝ち抜いた選手による本戦トーナメントを行う方式となった。

## 過去の優勝者
1. 1955年 平田博則
2. 1956年 岡光雄
3. 1957年 菊池康郎
4. 1958年 菊池康郎
5. 1959年 菊池康郎
6. 1960年 村上文祥
7. 1961年 原田実
8. 1962年 菊池康郎
9. 1963年 原田実
10. 1964年 原田実
11. 1965年 菊池康郎
12. 1966年 菊池康郎
13. 1967年 村上文祥
14. 1968年 原田実
15. 1969年 菊池康郎
16. 1970年 鳴海直
17. 1971年 三浦浩
18. 1972年 菊池康郎
19. 1973年 菊池康郎
20. 1974年 三浦浩
21. 1975年 田口哲朗
22. 1976年 村上文祥
23. 1977年 菊池康郎
24. 1978年 村上文祥
25. 1979年 三浦浩
26. 1980年 三浦浩
27. 1981年 村上文祥
28. 1982年 菊池康郎
29. 1983年 菊池康郎
30. 1984年 菊池康郎
31. 1985年 中園清三
32. 1986年 平田博則
33. 1987年 中園清三
34. 1988年 平田博則
35. 1989年 原田実
36. 1990年 中園清三
37. 1991年 田中正人
38. 1992年 中園清三
39. 1993年 平田博則
40. 1994年 高野英樹
41. 1995年 中園清三
42. 1996年 坂井秀至
43. 1997年 原田実
44. 1998年 田中正人
45. 1999年 三浦浩
46. 2000年 岩井竜一
47. 2001年 小森祥嗣
48. 2002年 鮫島一郎（東京）
49. 2003年 原田実（招待）
50. 2004年 田中伸拓（滋賀）
51. 2005年 平岡聡（東京）
52. 2006年 村上深（招待）
53. 2007年 瀧澤雄太（神奈川）
54. 2008年 洪マルグンセム（東京）
55. 2009年 平岡聡（招待）
56. 2010年 柳慎桓（東京）
57. 2011年 中園清三（招待）
58. 2012年 平岡聡（東京）
59. 2013年 洪奭義（大阪）
60. 2014年 洪奭義（招待）
61. 2015年 芝野龍之介（神奈川）
62. 2016年 大関稔（招待）
63. 2017年 林隆羽（埼玉）
64. 2018年 平岡聡（東京）
65. 2019年 大関稔（神奈川）
66. 2020年 COVID-19の影響で中止[4]
67. 2021年 平岡聡（招待）
68. 2022年 栗田佳樹（神奈川）
69. 2023年 大関稔（神奈川）
70. 2024年 大関稔

## 名誉アマチュア本因坊
2010年、過去4回以上の優勝者に名誉アマチュア本因坊の称号が贈られた。主催の毎日新聞社より菊池康郎、原田実、三浦浩、中園清三、平田博則の5名が顕彰を受けた。2018年平岡、24年大関も名誉アマ本因坊資格を得た。

## プロアマ本因坊対抗戦
1963年からプロアマ本因坊対抗戦が毎年行われ、プロは本因坊保持者、アマは本棋戦の優勝者が出場する。1995年からは東京・池袋のサンシャインシティで開催されている。これは1995年のアマ本因坊であった中園清三がサンシャインに勤務していた縁で毎年、ここで開催されることになったものである。
手合割はアマの2子から始まり、前年の結果によって変動する。過去には、アマ先3目半コミもらいから3子までの間が行われた。
過去の対戦成績（左がアマ本因坊）
1. 1963年 原田実 ○ 二子  × 坂田栄男
2. 1964年 原田実 ○ 二子  × 坂田栄男
3. 1965年 菊池康郎 ○ 先5目コミもらい  × 坂田栄男
4. 1966年 菊池康郎 × 先4目コミもらい ○ 坂田栄男
5. 1967年 村上文祥 ○ 先5目もらい  × 坂田栄男
6. 1968年 原田実 × 先3目半コミもらい ○ 林海峰
7. 1969年 菊池康郎 ○ 先4目半コミもらい  × 林海峰
8. 1970年 鳴海直 × 先3目半コミもらい ○ 林海峰
9. 1971年 三浦浩 × 二子 ○ 石田芳夫
10. 1972年 菊池康郎 × 先3目半コミもらい ○ 石田芳夫
11. 1973年 菊池康郎 × 先4目半コミもらい ○ 石田芳夫
12. 1974年 三浦浩 × 先4目半コミもらい ○ 石田芳夫
13. 1975年 田口哲郎 × 先4目半コミもらい ○ 石田芳夫
14. 1976年 村上文祥 × 先4目コミもらい ○ 武宮正樹
15. 1977年 菊池康郎 × 先5目半コミもらい ○ 加藤正夫
16. 1978年 村上文祥 × 先4目半コミもらい ○ 加藤正夫
17. 1979年 三浦浩 × 先5目半コミもらい ○ 加藤正夫
18. 1980年 三浦浩 × 二子 ○ 武宮正樹
19. 1981年 村上文祥 × 先5目半コミもらい ○ 趙治勲
20. 1982年 菊池康郎 ○ 二子  × 趙治勲
21. 1983年 菊池康郎 × 先5目コミもらい ○ 林海峰
22. 1984年 菊池康郎 ○ 二子2目半コミ出し  × 林海峰
23. 1985年 中園清三 ○ 先5目コミもらい  × 武宮正樹
24. 1986年 平田博則 × 先2目半コミもらい ○ 武宮正樹
25. 1987年 中園清三 ○ 先5目コミもらい × 武宮正樹
26. 1988年 平田博則 × 先2目半コミもらい ○ 武宮正樹
27. 1989年 原田実 ジゴ 先5目コミもらい - 趙治勲
28. 1990年 中園清三 × 先5目コミもらい ○ 趙治勲
29. 1991年 田中正人 × 二子2目半コミ出し ○ 趙治勲
30. 1992年 中園清三 × 二子 ○ 趙治勲
31. 1993年 平田博則 × 二子2目半コミもらい ○ 本因坊治勲
32. 1994年 高野英樹 × 二子5目コミもらい ○ 本因坊治勲
33. 1995年 中園清三 ○ 三子2目半コミ出し  × 本因坊治勲
34. 1996年 村岡利彦 × 二子5目コミもらい ○ 本因坊治勲（優勝者坂井秀至の代わりに準優勝者村岡が出場）
35. 1997年 原田実 × 三子2目半コミ出し ○ 本因坊治勲
36. 1998年 田中正人 ○ 三子  × 本因坊治勲
37. 1999年 三浦浩 ○ 三子2目半コミ出し  × 趙善津
38. 2000年 岩井竜一 ○ 二子5目コミもらい  × 王銘琬
39. 2001年 小森祥嗣 × 二子2目半コミもらい ○ 王銘琬
40. 2002年 鮫島一郎 ○ 二子5目コミもらい  × 加藤正夫
41. 2003年 原田実 ジゴ 二子3目コミもらい - 張栩
42. 2004年 田中伸拓 × 二子3目コミもらい ○ 張栩
43. 2005年 平岡聡 ○ 二子6目コミもらい  × 高尾紳路
44. 2006年 村上深 ○ 二子3目コミもらい  × 高尾紳路
45. 2007年 瀧澤雄太 × 二子 ○ 高尾紳路
46. 2008年 洪マルグンセム ○ 二子3目コミもらい  × 羽根直樹
47. 2009年 平岡聡 ○ 二子  × 羽根直樹
48. 2010年 柳慎桓 ○ 二子3目コミ出し  × 山下敬吾
49. 2011年 中園清三 ○ 先6目コミもらい  × 山下敬吾
50. 2012年 平岡聡 × 先3目コミもらい ○ 井山裕太
51. 2013年 洪奭義 ○ 先6目コミもらい × 井山裕太
52. 2014年 洪奭義 × 先3目コミもらい ○ 井山裕太
53. 2015年 芝野龍之介 × 先6目コミもらい ○ 井山裕太
54. 2016年 大関稔  × 二子3目コミ出し ○ 本因坊文裕
55. 2017年 林隆羽  × 二子 ○ 本因坊文裕
56. 2018年 平岡聡 ○ 二子3目コミもらい × 本因坊文裕
57. 2019年 大関稔 ○ 二子 × 本因坊文裕
58. 2020年 COVID-19の影響で中止
59. 2021年 平岡聡  × 先6目コミもらい ○ 本因坊文裕
60. 2023年2月 栗田佳樹 × ○ 本因坊文裕
61. 2023年12月 大関稔 × 先6目コミもらい ○ 一力遼
62. 2024年 大関 × 先6目コミもらい ○ 一力